# Nhulunbuy
Nhulunbuy, auch Gove genannt, ist ein Ort an der Nordspitze der Gove-Halbinsel im Arnhem Land im australischen Northern Territory. Der Bergarbeiterort wurde 1972 wegen der dortigen Gove-Bauxitmine und Raffinerie gegründet. Er liegt 996 Kilometer östlich von Darwin und 12 Kilometer südöstlich der Aborigines-Siedlung Yirrkala.

## Geschichte
Im Gebiet um Nhulunbuy leben seit mehr als 40.000 Jahren die Aborigines der Yolngu.
Matthew Flinders traf im Jahr 1803 während seiner Umrundung von Australien auf eine Flotte der Makassaren in der Nähe des heutigen Orts, die Seegurken sammelte. Der in der Nähe von Nhulunbuy liegende Macassan Beach wurde nach ihnen benannt.
1955 wurde ein Bauxitvorkommen im Gebiet der Gove-Halbinsel entdeckt. Nachdem die Regierung Australiens 1963 den Bauxit-Bergbau genehmigt hatte, protestierten die Aborigines der Yolngu und überreichten der australischen Regierung die Yolngu Bark Petition, eine auf Baumrinde gemalte Protestnote. Dadurch erhielt ihr Anliegen nationale und internationale Aufmerksamkeit. Sie verloren allerdings vor Gericht. Dennoch offerierte die damalige Bergbaugesellschaft eine Kompensationszahlung und erklärte, dass sie die geheiligten Plätze der Aborigines respektieren werde. Der Bauxit-Bergbau begann 1972.
Seit 2007 befinden sich die Gove-Bauxitmine und Raffinerie im Eigentum von Rio Tinto Alcan Gove mit einer Bergbaulizenz über ein Gebiet von 22.625,7 ha. Rio Tinto besitzt des Weiteren auf der Gove-Halbinsel Aufbereitungs- und Hafenanlagen sowie eine Anlage zur Erzeugung von Energie zum Betrieb der Raffinerie. Der Gove-Bergbau ist in der Lage, jährlich 85 Millionen Tonnen Bauxit abzubauen und daraus 3,8 Millionen Tonnen Aluminiumoxid zu erzeugen.
Rirratjingu, Gumatj and Galpu Traditional Owners, Northern Land Council und Rio Tinto unterzeichneten 2011 einen Vertrag über eine Abbaugenehmigung über 42 Jahre bis 2053.

## Bevölkerung
In Nhulunbuy lebten im Jahr 2021 3.267 Personen. 2009 beschäftigte Rio Tinto im Bergwerk 851 Personen, darunter 10 Prozent Aborigines.
Rio Tinto Alcan hält unterschiedliche Unterkünfte für sein Personal vor. Dieses Angebot reicht vom Einzelzimmer bis zum Haus für Familien. Es gibt auch Übernachtungsmöglichkeiten für Touristen im Gove Motel und Walkabout Lodge.
Im November 2014 schloss Rio Tinto die Aluminiumraffinerie mit etwa 1100 Arbeitnehmern. Dies hatte starke Auswirkungen auf die Bevölkerungsanzahl des kleinen Ortes, da ein Großteil der Arbeitnehmer den Ort verließ.

## Töchter und Söhne des Ortes
- Alistair Donohoe (* 1995), Radsportler

## Infrastruktur

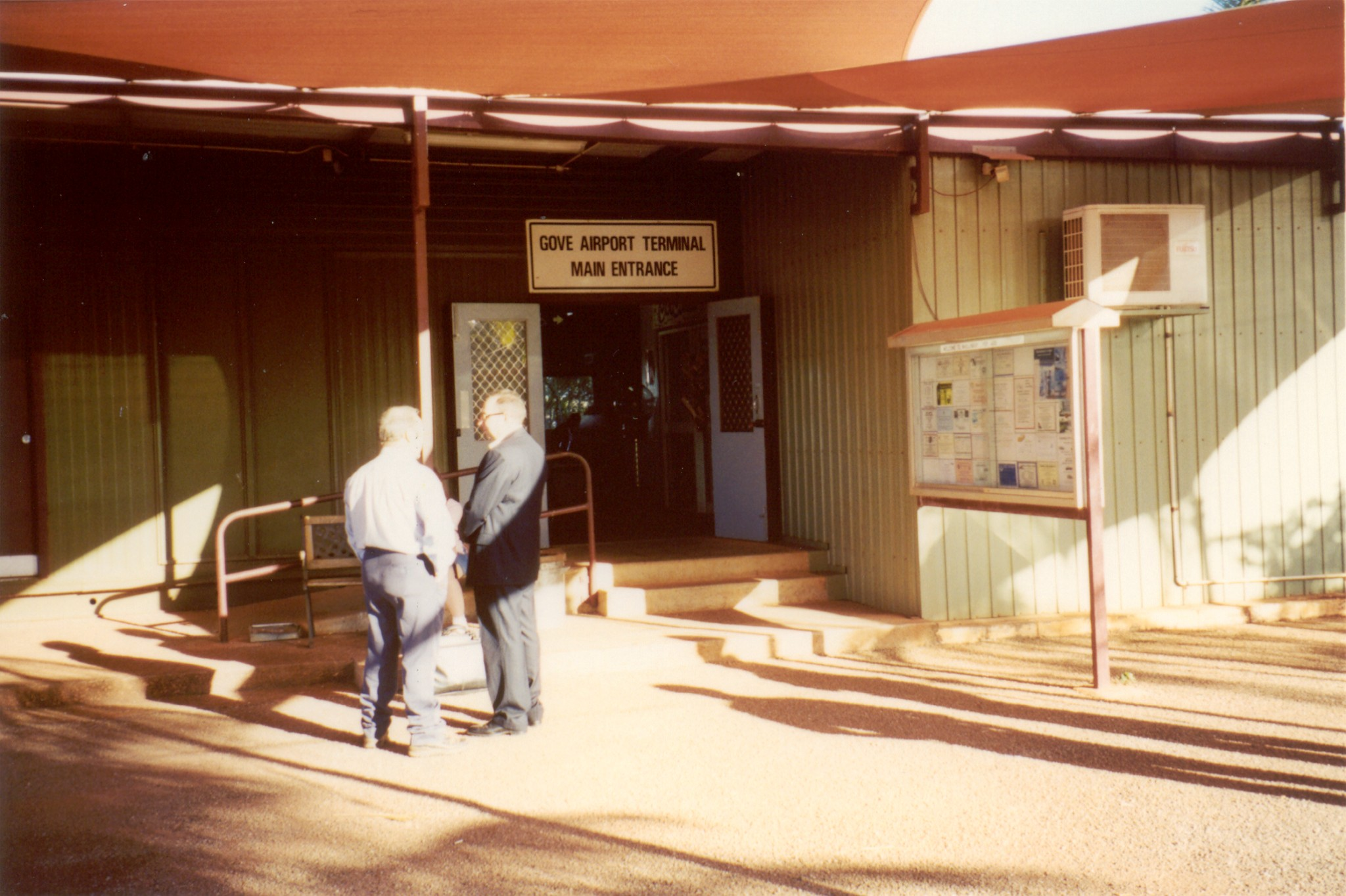
Der Terminal des Gove-Flughafens

Eine Straßenverbindung von Darwin erfolgt über den Stuart Highway und den 700 Kilometer langen Bulman Track, eine Straße, die nur mit Erlaubnis während der Trockenzeit mit Allradfahrzeugen befahren werden kann. Das Personal von Rio Tinto wird meistens eingeflogen. Den Flughafen Gove, der ortsnah liegt, fliegen die Fluggesellschaften Qantas und Airnorth an. Es gibt auch die Möglichkeit, mit dem Schiff zu diesem Ort zu gelangen.
Der Ort hält eine Infrastruktur vor, darunter ein Anlernzentrum Arnhem Early Learning Centre für Aborigines zur Arbeitsaufnahme bei Rio Tinto, eine Preschool, Primary School, High School und eine private Christian School. In Nhulunbuy befindet sich eine Außenstelle der Charles Darwin University, eine öffentliche Bibliothek, das Gove District Hospital, ein privates Medizinzentrum und ein zahnärztlicher Dienst.

## Klima
|                       | Jan   | Feb   | Mär   | Apr   | Mai  | Jun  | Jul  | Aug  | Sep  | Okt  | Nov  | Dez   |   |         |
| Mittl. Tagesmax. (°C) | 32,0  | 31,7  | 31,5  | 31,5  | 30,8 | 29,5 | 28,6 | 29,0 | 29,8 | 30,9 | 31,9 | 32,4  | ⌀ | 30,8    |
| Mittl. Tagesmin. (°C) | 25,5  | 25,2  | 24,9  | 24,0  | 23,2 | 21,5 | 20,5 | 19,9 | 21,1 | 22,9 | 25,1 | 25,9  | ⌀ | 23,3    |
|                       |       |       |       |       |      |      |      |      |      |      |      |       |   |         |
| Niederschlag (mm)     | 227,6 | 234,2 | 267,8 | 232,9 | 83,3 | 17,0 | 12,8 | 4,0  | 4,0  | 11,3 | 29,8 | 194,2 | Σ | 1.318,9 |
|                       |       |       |       |       |      |      |      |      |      |      |      |       |   |         |
| Regentage (d)         | 15,3  | 15,1  | 15,7  | 12,1  | 8,9  | 5,4  | 4,3  | 2,1  | 1,2  | 1,5  | 2,8  | 9,5   | Σ | 93,9    |

| 25,5 |

| 25,2 |

| 24,9 |

| 24,0 |

| 23,2 |

| 21,5 |

| 20,5 |

| 19,9 |

| 21,1 |

| 22,9 |

| 25,1 |

| 25,9 |

| 25,5 |

| 25,2 |

| 24,9 |

| 24,0 |

| 23,2 |

| 21,5 |

| 20,5 |

| 19,9 |

| 21,1 |

| 22,9 |

| 25,1 |

| 25,9 |

| N i e d e r s c h l a g | 227,6 | 234,2 | 267,8 | 232,9 | 83,3 | 17,0 | 12,8 | 4,0 | 4,0 | 11,3 | 29,8 | 194,2 |
|                         | Jan   | Feb   | Mär   | Apr   | Mai  | Jun  | Jul  | Aug | Sep | Okt  | Nov  | Dez   |

## Landschaft
In der Nähe des Ortes gibt es Buchten, Felsenklippen und Wälder an den Flüssen. Die Naturschönheiten sind der Little Bondi Beach, das Cape Arnhem, den Latram River und Giddy River.